# L'Équipe
L'Équipe (en español 'el equipo') es un diario francés de información deportiva, especialmente de fútbol y, en menor medida, rugby, tenis, ciclismo y deportes de motor, fundado en 1946 por Jacques Goddet. Es uno de los periódicos deportivos más prestigiosos de Europa y, en 2004, se convirtió en el diario nacional con mayor tirada de Francia, por delante incluso de los generalistas Le Monde y Le Figaro.
El histórico periódico fue, mediante su fundador Goddet, el creador del Tour de Francia en 1903 y fue el organizador durante los siguientes cincuenta años. Otro notable hito fue la creación de la Copa de Clubes Campeones Europeos, en 1955, junto con Gabriel Hanot, su editor por aquel entonces, y Santiago Bernabéu, el presidente del Real Madrid en aquella época.

## Historia

### L'Auto-Vélo

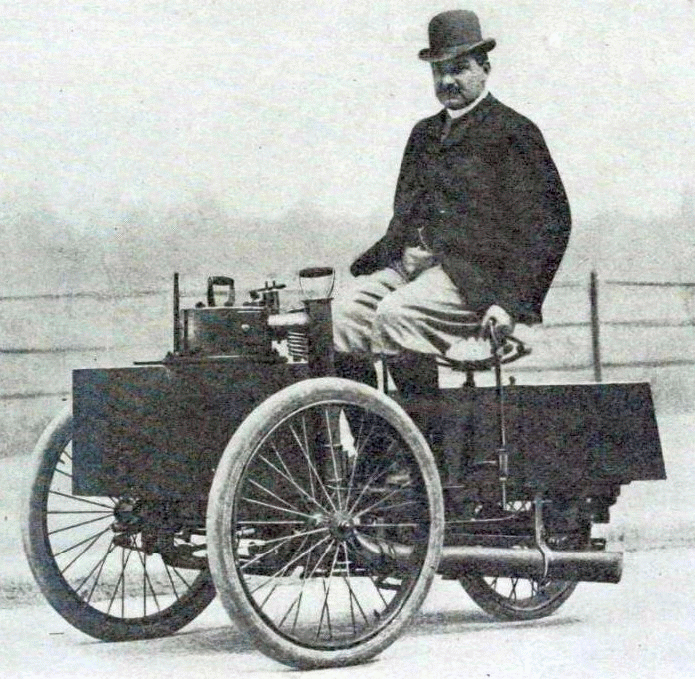
De Dion en uno de los primeros productos de su compañía.

L'Auto y después L'Équipe debe su vida a un escándalo en Francia en el siglo XIX que involucró al soldado Alfred Dreyfus. Con acusaciones de paranoia de posguerra, Dreyfus fue acusado de vender secretos al viejo enemigo de Francia, Alemania.
Distintas esferas sociales insistieron en su culpabilidad y otras de su inocencia —él fue finalmente liberado, pero solo después de que los tribunales lo enviaran a un campamento de prisioneros en una isla— la revuelta llegó cerca de la guerra civil y todavía tiene sus ecos en la sociedad francesa moderna.
El periódico deportivo más importante de Francia, Le Vélo, mezcló la cobertura a los deportes con comentarios políticos. Su editor, Pierre Giffard, creía en la inocencia de Dreyfus y así lo decía. Se le opusieron los diseñadores de automóviles[cita requerida] Conde de Dion y los industriales Adolphe Clément-Bayard y Édouard Michelin. 
Frustrados por las ideas de Giffard, ellos planearon un periódico rival. El editor fue un prominente ciclista, Henri Desgrange, quien publicó de tácticas ciclísticas y entrenamiento, y estuvo trabajando como escritor de publicidad para Clément.

### L'Auto
Tres días después de la fundación de L'Auto-Vélo, en 1900, una corte en París decidió que el título era muy parecido a su principal competencia, Le Vélo, de Giffard. Esas referencias a 'Vélo' fue eliminada y el nuevo periódico solo se llamó L'Auto. Este fue impreso en papel amarillo porque Giffard usaba el verde.
La circulación se vio mermada. Entonces, en el primer piso de las oficinas del periódico en el rue du Faubourg-Montmartre de París, un ciclista de 23 años y escritor de fútbol y rugby llamado Géo Lefévre sugirió una carrera alrededor de Francia, mayor que la que cualquier periódico pudiese ofrecer y de seis días de duración.
El Tour de Francia conllevó al éxito del periódico; su circulación creció desde 25 000 antes del Tour de 1903 hasta 65 000 después; en 1908 llegó a un cuarto de millón, y durante el Tour de 1923 estuvo vendiendo 500 000 copias diarias. El mayor récord de circulación logrado por Desgrange fue 854.000, obtenido en el transcurso del Tour de 1933.
Desgrange falleció en 1940 y la propiedad pasó a un grupo de alemanes. El periódico comenzó a imprimir comentarios favorables a la ocupación nazi y sus puertas se vieron cerradas con el regreso de la paz. Ningún periódico fue impreso nuevamente hasta que a los alemanes les fue permitido.

### L'Équipe

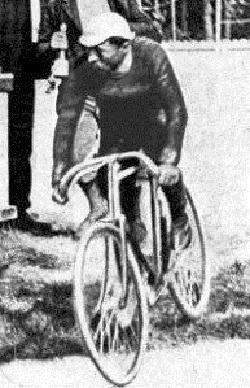
Maurice Garin, ganador del primer Tour de Francia.

En 1940 Jacques Goddet sustituyó a Desgrange como editor y organizador de nómina del Tour de Francia (este rechazó la solicitud de los alemanes de seguir publicando durante el transcurso de la guerra; ver: Tour de Francia durante la Segunda Guerra Mundial). Jacques Goddet era el hijo del primer director financiero de L'Auto', Victor Goddet.
Goddet tuvo que acudir a la impresión clandestina de periódicos y panfletos de la Resistencia en la sala de impresiones de L'Auto y le fue permitido publicar un periódico sucesor nombrado L'Équipe. Este ocupó un local frente a la vieja residencia de L'Auto, en una construcción que de hecho pertenecía también a L'Auto; además, el periódico original fue encautado por el estado. Una de las condiciones impuestas para su publicación por el estado fue que L'Équipe tenía que usar papel blanco en vez de amarillo, el cual estaba muy relacionado con L'Auto.
El periódico publicaba tres veces a la semana hasta el 28 de febrero de 1948. Desde 1948 este ha estado publicando diariamente. El periódico se vio beneficiado por el cierre de sus competidores: L’Élan, y Le Sport.

### Émilien Amaury
En 1968 L'Équipe fue traído por Émilien Amaury, fundador del imperio de las publicaciones Amaury. Mientras, lo más respetados escritores de L'Équipe' han sido Pierre Chany, Antoine Blondin y Gabriel Hanot.

### Philippe Amaury -Éditiones Philippe Amaury
La muerte de Émilien Amaury en 1977 condujo a una batalla legal de seis años entre su hijo e hija. Dicha disputa fue finalmente resuelta "amigablemente" acordándose que Philippe Amaury sería dueño de los diarios mientras su hermana sería dueña de las revistas como Marie-France y Point de Vue. Philippe para entonces fundaba las Ediciones Philippe Amaury (EPA), la cual incluye L'Équipe,  Le Parisien y Aujourd'hui. Con la muerte de Philippe en el 2006, L'Équipe pasó a nombre de su viuda, Marie-Odile, y sus hijos.

### Evolución
- En 1980 L'Équipe comenzó la publicación de la edición sabatina.
- El 31 de agosto de 1998, se formó L'Équipe TV.
- En 2005 el suplemento Sports et Style fue añadido a la edición sabatina.
- En el 2006 L'Équipe Féminine fue publicado por primera vez.
- En el 2006 L'Équipe trajo la edición mensual, Le Journal du Golf.
- A principios de 2007 L'Équipe fortaleció su web principal con L'équipe junior, dedicado a los más jóvenes.
- En septiembre de 2015 cambió el formato de sus portadas (reduciendo el tamaño) y pasó del formato sabana (58x28cm) al tabloide (36x28cm).
- En 2018, gracias a la copa mundial de fútbol, el periódico rompió récords en los quioscos y en su sitio.[2]
- El 11 de octubre de 2019, L'Équipe, asociado durante muchos años con RTL, anuncia que ha firmado una asociación con Radio France que durará hasta 2024.[3]

## Ventas en Francia
| Título   | 1999    | 2000    | 2001    | 2002    | 2003    | 2004    | 2005    | 2006    |
| -------- | ------- | ------- | ------- | ------- | ------- | ------- | ------- | ------- |
| L'Équipe | 386.189 | 386.601 | 455.598 | 321.153 | 339.627 | 369.428 | 365.654 | 365.411 |

La mayor venta fue el 13 de julio de 1998, el día después que la selección de fútbol de Francia ganase la Copa del Mundo. Esta vendió 1.645.907 copias. La segunda mejor fue el 3 de julio de 2000, luego de que la selección de fútbol de Francia se coronase como campeona de Europa. Este vendió 1.255.633 copias.

## Campeón de campeones

### Internacional
| Año   | Ganador                          | Deporte               |
| ----- | -------------------------------- | --------------------- |
| 1980  | Eric Heiden                      | Patinaje de velocidad |
| 1981  | Sebastian Coe                    | Atletismo             |
| 1982  | Paolo Rossi                      | Fútbol                |
| 1983  | Carl Lewis                       | Atletismo             |
| 1984  | Carl Lewis                       | Atletismo             |
| 1985  | Sergey Bubka                     | Atletismo             |
| 1986  | Diego Maradona                   | Fútbol                |
| 1987  | Ben Johnson 1                    | Atletismo             |
| 1988  | Florence Griffith-Joyner         | Atletismo             |
| 1989  | Greg LeMond                      | Ciclismo              |
| 1990  | Ayrton Senna                     | Fórmula 1             |
| 1991  | Carl Lewis (3)                   | Atletismo             |
| 1992  | Michael Jordan                   | Baloncesto            |
| 1993  | Noureddine Morceli               | Atletismo             |
| 1994  | Romario                          | Fútbol                |
| 1995  | Jonathan Edwards                 | Atletismo             |
| 1996  | Michael Johnson                  | Atletismo             |
| 1997  | Sergey Bubka                     | Atletismo             |
| 1998  | Zinedine Zidane                  | Fútbol                |
| 1999  | Andre Agassi                     | Tenis                 |
| 2000  | Tiger Woods                      | Golf                  |
| 2001  | Michael Schumacher               | Fórmula 1             |
| 2002  | Michael Schumacher               | Fórmula 1             |
| 2003  | Michael Schumacher (3)           | Fórmula 1             |
| 2004  | Hicham El Guerrouj               | Atletismo             |
| 2005  | Roger Federer                    | Tenis                 |
| 2006  | Zinedine Zidane                  | Fútbol                |
| 2007  | Roger Federer                    | Tenis                 |
| 2008  | Usain Bolt                       | Atletismo             |
| 2009  | Usain Bolt                       | Atletismo             |
| 2010  | Rafael Nadal                     | Tenis                 |
| 2011  | Lionel Messi                     | Fútbol                |
| 20122 | Usain Bolt                       | Atletismo             |
| 20122 | Serena Williams                  | Tenis                 |
| 2013  | Rafael Nadal                     | Tenis                 |
| 2013  | Serena Williams                  | Tenis                 |
| 2014  | Renaud Lavillenie                | Atletismo             |
| 2014  | Katie Ledecky                    | Natación              |
| 2015  | Usain Bolt                       | Atletismo             |
| 2015  | Serena Williams (3)              | Tenis                 |
| 2016  | Usain Bolt (5)                   | Atletismo             |
| 2016  | Simone Biles                     | Gimnasia artística    |
| 2017  | Rafael Nadal y Roger Federer (4) | Tenis                 |
| 2017  | Katie Ledecky (2)                | Natación              |
| 2018  | Marcel Hirscher                  | Esquí alpino          |
| 2018  | Simone Biles                     | Gimnasia artística    |
| 2019  | Rafael Nadal (4)                 | Tenis                 |
| 2019  | Simone Biles                     | Gimnasia artística    |
| 2020  | Lewis Hamilton                   | Fórmula 1             |
| 2020  | Marte Olsbu Røiseland            | Biatlón               |
| 2021  | Novak Djokovic                   | Tenis                 |
| 2021  | Elaine Thompson-Herah            | Atletismo             |
| 2022  | Lionel Messi (2)                 | Fútbol                |
| 2022  | Iga Świątek                      | Tenis                 |
| 2023  | Novak Djokovic (2)               | Tenis                 |
| 2023  | Simone Biles (4)                 | Gimnasia              |

1 Premio retirado debido a su sanción por dopaje.
2 Desde esta edición hay un premio para hombres y otro para mujeres.

## Directores
- 1946-1984 : Jacques Goddet
- 1984-1993 : Jean-Pierre Courcol
- 1993-2002 : Paul Roussel
- 2003-2008 : Christophe Chenut
- 2008-presente : François Morinière

## Editores
- 1946-1954 : Marcel Oger
- 1954-1970 : Gaston Meyer
- 1970-1980 : Edouard Seidler
- 1980-1987 : Robert Parienté
- 1987-1989 : Henri Garcia
- 1989-1990 : Noel Couëdel
- 1990-1992 : Gérard Ernault
- 1993-2003 : Jérôme Bureau
- 2003- : Claude Droussent y Michel Dalloni